# Nyirsid község
Nyirsid község (románul: Comuna Mirșid) község Szilágy megyében, Romániában. Központja Nyirsid, beosztott falvai Fürményes, Mojgrád, Szilágypaptelek.

## Népessége
A 2011-es népszámlálás adatai alapján a község népessége 2159 fő volt.